# Коджедо
Коджедо (на корейски: 거제도, 巨濟島, Geojedo или Kŏjedo) е остров в североизточната част на Източнокитайско море, в състава на Корейския архипелаг, разположен край южния бряг на Южна Корея. Площта му е 383 km². Дължина от север на юг – 39 km, ширина – до 25 km. Населението на острова към 2010 г. наброява 242 000 жители. На север и запад протокът Чинхеман го отделя от Корейския полуостров. Бреговете му са силно разчленени от десетки малки заливи и полуострови. Преобладаващият релеф е хълмист и нископланински с максимална височина до 582 m. Климатът е субтропичен, мусонен, а естествената рестителност е представена от вечнозелени гори и храсти. Главен град и пристанище е Чансинпхо, разположен на източното му крайбрежие.